# Anatol Teslev
Anatol Teslev, ros. Анатолий Георгиевич Теслев, Anatolij Gieorgijewicz Tieslew (ur. 16 września 1947 w Kiszyniowie, Mołdawska SRR) – mołdawski piłkarz, grający na pozycji pomocnika, trener piłkarski.

## Kariera piłkarska

### Kariera klubowa
Wychowanek klubu Moldova Kiszyniów, w barwach którego w 1965 rozpoczął karierę piłkarską. W 1969 roku został zaproszony do Czornomorca Odessa, ale rozegrał tylko 2 mecze i w następnym roku powrócił do kiszyniowskiego klubu, który potem zmienił nazwę na Nistru. W kiszyniowskim zespole rozegrał łącznie ponad 230 meczów. W 1974 przeszedł do Dinama Wołogda, a latem 1976 przeniósł się do Speranța Drochia. W 1978 wyjechał do Sachalinu, gdzie występował w amatorskim zespole Rybak Starodubskoje, w którym zakończył karierę piłkarza w roku 1979.

### Kariera reprezentacyjna
W 1966 bronił barw juniorskiej reprezentacji ZSRR, z którą zdobył mistrzostwo Europy.

## Kariera trenerska
Po zakończeniu kariery piłkarza rozpoczął pracę szkoleniowca. W 1985 roku dołączył do sztabu szkoleniowego rodzimego klubu Nistru Kiszyniów. W 1988 samodzielnie prowadził Start Uljanowsk, a w 1989 ponownie pomagał trenować Nistru. Od 1990 do 1991 pracował w Tighina‑Apoel Bender jako asystent trenera. Potem przez pewien czas trenował młodzieżówkę Mołdawii. 10 lutego 2006 został mianowany na stanowisko głównego trenera reprezentacji Mołdawii, ale 19 grudnia 2006 podał się do dymisji.
Potem pracował jako inspektor i dyrektor techniczny Federacji Piłkarskiej Mołdawii, odpowiadał za rozwój krajowej piłki nożnej, jak i futsalu oraz piłki nożnej plażowej. W 2013 roku prowadził dziewczęcy zespół w Mołdawii do lat 19 w eliminacjach Mistrzostw Europy 2014.

## Sukcesy i odznaczenia

### Sukcesy piłkarskie
reprezentacja ZSRR U-18
- mistrz Europy U-18: 1966

Nistru Kiszyniów
- wicemistrz Pierwoj ligi ZSRR: 1973

### Odznaczenia
- tytuł Mistrza Sportu ZSRR: 1969
- tytuł Zasłużonego Trenera Mołdawii